# Octavi Alberola
Pour les articles homonymes, voir Alberola (homonymie) et Suriñach.
 (octobre 2024).
Si vous disposez d'ouvrages ou d'articles de référence ou si vous connaissez des sites web de qualité traitant du thème abordé ici, merci de compléter l'article en donnant les références utiles à sa vérifiabilité et en les liant à la section « Notes et références ».
Octavi Alberola, né à Alaior (île de Minorque) le 4 mars 1928 et mort le 23 juillet 2025  à Perpignan (Pyrénées-Orientales), est un militant espagnol membre de la Confédération nationale du travail. 
Radicalement opposé à la dictature franquiste, il est anarcho-syndicaliste, devient un militant internationaliste et combat pour la reconnaissance des luttes libertaires espagnoles.

## Biographie
Octavi Alberola est le fils de militants libertaires espagnols exilés au Mexique après la Retirada.
Il suit des études d’ingénieur et participe à la Fédération ibérique des jeunesses libertaires (FIJL). Il participe aussi au soutien aux révolutionnaires cubains du Mouvement du 26-Juillet.
Après la réunification du mouvement libertaire espagnol, il représente avec Cipriano Mera Sanz et Juan García Oliver la (FIJL) au sein de Defensa Interior (DI) l’organisme chargé de la lutte antifranquiste au sein du MLE.
En 1962, il s'installe en France où il vit clandestinement.
Le 1er mai 1967, son père José Alberola Navarro est assassiné à Mexico par des agents franquistes.
Il est le responsable du Grupo primero de mayo (en) auteur de nombreux attentats contre le régime franquiste. Arrêté le 9 février 1968 en Belgique après une tentative de séquestration d’un ministre, il est emprisonné cinq mois puis assigné à résidence.
En 1971, il revient clandestinement en France où il collabore au journal Frente Libertario.
Lié aux Groupes d'action révolutionnaires internationalistes (GARI), il est impliqué en mai 1974 dans l’affaire de l’enlèvement du banquier Adolfo Suarez. Arrêté à Avignon, il est emprisonné près de neuf mois.
En 1985 avec Ariane Gransac, il crée le Centre pour la Sauvegarde de la Mémoire (CESAME) des mouvements populaires de l’Amérique Latine. En 1988, il participe à la création du Réseau européen d’information et documentation sur l’Amérique Latine (REDIAL) à Paris.
Octavio Alberola meurt à Perpignan (Pyrénées-Orientales) le 23 juillet 2025 à l’âge de 97 ans.

## Publications
- Le mouvement ouvrier et la révolution anti-autoritaire : l'anarchisme en Espagne, in L'Espagne, 1900-1985, Matériaux pour l'histoire de notre temps, n° 3-4, 1985, p. 31, lire en ligne.
- Espagne : le long cheminement de la « mémoire retrouvée », Matériaux pour l'histoire de notre temps, n° 73, 2004, pp. 49-54, DOI 10.3406/mat.2004.970, [lire en ligne].
- Avec Ariane Gransac, Anarchistes contre Franco : action révolutionnaire internationale, 1961-1975, Rueil-Malmaison, Éd. Albache, 2014,  (ISBN 979-10-91013-02-4), (BNF 43763512)[7].
- La révolution entre hasard et nécessité, Atelier de création libertaire, 2016,  (ISBN 978-2-35104-094-2).